# Championnat d'Allemagne de baseball 2011
Navigation
2010 2012
Le Championnat d'Allemagne de baseball 2011 est la 38e édition de cette épreuve. Le coup d'envoi du championnat est donné le 7 avril.
Le Buchbinder Legionäre, tenant du titre, conserve son titre acquis en 2010. Les Berlin Sluggers et les Bad Homburg Hornets sont les promus en 2011, une édition qui ne se déroule qu'à 15 équipes, les Saarlouis Hornets ne s'engageant pas en raison de difficultés financières.

## Format
Chaque club dispute 28 matchs en saison régulière, 24 pour les équipes de la poule Sud. Les quatre premiers de chaque poule sont qualifiés pour des quarts de finale croisés, puis demi-finales et finale au meilleur des cinq rencontres.
Les quatre derniers gardent leurs résultats de saison régulière et s'affrontent une fois chacun. Le dernier de chaque poule descend en deuxième division.

## Clubs participants
| \| Berlin Sluggers Bonn Capitals Dohren Wild Farmers Dortmund Wanderers HSV Stealers Paderborn Untouchables Pulheim Gophers Solingen Alligators Buchbinder Legionäre Haar Disciples Heidenheim Heideköpfe Gauting Indians Mainz Athletics Mannheim Tornados Bad Homburg Hornets \| Localisation des clubs engagés dans le championnat. |
| Berlin Sluggers Bonn Capitals Dohren Wild Farmers Dortmund Wanderers HSV Stealers Paderborn Untouchables Pulheim Gophers Solingen Alligators Buchbinder Legionäre Haar Disciples Heidenheim Heideköpfe Gauting Indians Mainz Athletics Mannheim Tornados Bad Homburg Hornets                                                           |

| Poule | Équipe                 | Ville                                   | Stade                   | Capacité | Titres |
| ----- | ---------------------- | --------------------------------------- | ----------------------- | -------- | ------ |
| Nord  | Berlin Sluggers        | Berlin                                  | Paul-Rusch-Stadion      |          | 0      |
| Nord  | Bonn Capitals          | Bonn (Rhénanie-du-Nord-Westphalie)      | Rheinaue-Stadion        |          | 0      |
| Nord  | Dohren Wild Farmers    | Dohren (Basse-Saxe)                     | Sportanlage SV Dohren   |          | 0      |
| Nord  | Dortmund Wanderers     | Dortmund (Rhénanie-du-Nord-Westphalie)  | Hoeschpark              | 4000     | 0      |
| Nord  | HSV Stealers           | Hambourg                                | Hoeschpark Dortmund     |          | 0      |
| Nord  | Paderborn Untouchables | Paderborn (Rhénanie-du-Nord-Westphalie) | Ahorn-Ballpark          | 1200     | 6      |
| Nord  | Pulheim Gophers        | Pulheim (Rhénanie-du-Nord-Westphalie)   | Gophers Ballpark        |          | 0      |
| Nord  | Solingen Alligators    | Solingen (Rhénanie-du-Nord-Westphalie)  | Baseballpark Weyersberg |          | 1      |
| Sud   | Buchbinder Legionäre   | Ratisbonne (Bavière)                    | Armin-Wolf-Arena        | 3100     | 2      |
| Sud   | Haar Disciples         | Haar (Bavière)                          | Ballpark Eglfing        |          | 0      |
| Sud   | Heidenheim Heideköpfe  | Heidenheim (Bade-Wurtemberg)            | New Heideköpfe Ballpark |          | 1      |
| Sud   | Gauting Indians        | Gauting (Bavière)                       | Würmtal Baseball Park   |          | 0      |
| Sud   | Mainz Athletics        | Mayence (Rhénanie-Palatinat)            | Sandflora Stadion       |          | 1      |
| Sud   | Mannheim Tornados      | Mannheim (Bade-Wurtemberg)              | Roberto Clemente Field  |          | 11     |
| Sud   | Bad Homburg Hornets    | Bad Homburg (Hesse)                     | Taunus Baseballpark     |          | 0      |

## Saison régulière
| Pl. | Équipe                 | J  | V  | D  | %    |
| --- | ---------------------- | -- | -- | -- | ---- |
| 1   | Paderborn Untouchables | 28 | 25 | 3  | .893 |
| 2   | Solingen Alligators    | 28 | 21 | 7  | .750 |
| 3   | Bonn Capitals          | 28 | 20 | 8  | .714 |
| 4   | Dortmund Wanderers     | 28 | 14 | 14 | .500 |
| 5   | HSV Stealers           | 28 | 12 | 16 | .429 |
| 6   | Dohren Wild Farmers    | 28 | 9  | 19 | .321 |
| 7   | Pulheim Gophers        | 28 | 7  | 21 | .250 |
| 8   | Berlin Sluggers        | 28 | 4  | 24 | .143 |

| Pl. | Équipe                | J  | V  | D  | %    |
| --- | --------------------- | -- | -- | -- | ---- |
| 1   | Buchbinder Legionäre  | 24 | 21 | 3  | .875 |
| 2   | Heidenheim Heideköpfe | 24 | 17 | 7  | .708 |
| 2   | Mainz Athletics       | 24 | 14 | 10 | .583 |
| 4   | Haar Disciples        | 24 | 13 | 11 | .542 |
| 5   | Mannheim Tornados     | 24 | 12 | 12 | .500 |
| 6   | Bad Homburg Hornets   | 24 | 4  | 20 | .167 |
| 7   | Gauting Indians       | 24 | 3  | 21 | .125 |

## Phase finale
|  | Quarts-de-finale       | Quarts-de-finale       |                      |   | Demi-finales | Demi-finales |  |  | Finale | Finale |
|  | Quarts-de-finale       | Quarts-de-finale       |                      |   | Demi-finales | Demi-finales |  |  | Finale | Finale |
|  |                        |                        |                      |   |              |              |  |  |        |        |
|  |                        |                        |                      |   |              |              |  |  |        |        |
|  |                        |                        |                      |   |              |              |  |  |        |        |
|  | Buchbinder Legionäre   | 3                      |                      |   |              |              |  |  |        |        |
|  | Buchbinder Legionäre   | 3                      |                      |   |              |              |  |  |        |        |
|  | Dortmund Wanderers     | 0                      |                      |   |              |              |  |  |        |        |
|  | Dortmund Wanderers     | 0                      | Buchbinder Legionäre | 3 |              |              |  |  |        |        |
|  |                        |                        | Buchbinder Legionäre | 3 |              |              |  |  |        |        |
|  |                        | Solingen Alligators    | 0                    |   |              |              |  |  |        |        |
|  | Mainz Athletics        | Solingen Alligators    | 0                    | 0 |              |              |  |  |        |        |
|  | Mainz Athletics        |                        |                      | 0 |              |              |  |  |        |        |
|  | Solingen Alligators    | 3                      |                      |   |              |              |  |  |        |        |
|  | Solingen Alligators    | 3                      | Buchbinder Legionäre | 3 |              |              |  |  |        |        |
|  |                        |                        | Buchbinder Legionäre | 3 |              |              |  |  |        |        |
|  |                        | Paderborn Untouchables | 2                    |   |              |              |  |  |        |        |
|  | Heidenheim Heideköpfe  | Paderborn Untouchables | 2                    | 2 |              |              |  |  |        |        |
|  | Heidenheim Heideköpfe  |                        |                      | 2 |              |              |  |  |        |        |
|  | Bonn Capitals          | 3                      |                      |   |              |              |  |  |        |        |
|  | Bonn Capitals          | 3                      | Bonn Capitals        | 1 |              |              |  |  |        |        |
|  |                        |                        | Bonn Capitals        | 1 |              |              |  |  |        |        |
|  |                        | Paderborn Untouchables | 3                    |   |              |              |  |  |        |        |
|  | Haar Disciples         | Paderborn Untouchables | 3                    | 0 |              |              |  |  |        |        |
|  | Haar Disciples         |                        |                      | 0 |              |              |  |  |        |        |
|  | Paderborn Untouchables | 3                      |                      |   |              |              |  |  |        |        |
|  | Paderborn Untouchables | 3                      |                      |   |              |              |  |  |        |        |

## Récompenses
Voici les joueurs récompensés à l'issue de la saison,,:
- MVP: Matt Vance (Regensburg)
- Meilleur batteur: Dennis Kelly (Mannheim)
- Meilleur lanceur: Boris Bokaj (Regensburg)